# Anthostomaria
Anthostomaria — рід грибів. Назва вперше опублікована 1918 року.

## Класифікація
До роду Anthostomaria відносять 1 вид:
- Anthostomaria apogyra